# Dzierzgoń (rzeka)
Dzierzgoń (niem. Sorge) – rzeka Pojezierza Iławskiego, przepływająca przez województwo warmińsko-mazurskie i pomorskie.
Bierze swój początek na wysokości 125 m n.p.m. Przepływa przez obszary Pojezierza Iławskiego i depresję Żuław, uchodząc do jeziora Druzno. Rzekę Dzierzgoń można – ze względu na jej charakter – podzielić na dwa odcinki: wysoczyznowy, kręty o szybkim przepływie i dużym spadku, oraz odcinek znajdujący się poniżej miasta Dzierzgoń, gdzie rzeka wyrównuje swój bieg i znacznie zmniejsza prędkość przepływu, stając się typowym ciekiem nizinnym płynącym w wałach przeciwpowodziowych. 
Według niektórych (nieoficjalnych) źródeł przepływ rzeki zalicza się do przepływu rzeki Elbląg wypływającej z jeziora Druzno i uchodzącej do Zalewu Wiślanego.
Długość całkowita: 57,25 km.
Średnia szerokość: 6 m.
Maksymalna głębokość: 3 m.
Minimalna głębokość: 0,5 m

## Przebieg rzeki
Za przebieg źródłowy (górny) uznaje się odcinek od Wielkiego Dworu do Myślic. Odcinek środkowy przebiega meandrami na wschód, zachód i południe od Dzierzgonia przez Stare Miasto. Natomiast odcinek ujściowy (dolny) przebiega przez depresyjny odcinek Żuław Elbląskich na północ od Dzierzgonia przez Bągart, Stare Dolno i Dzierzgonkę. Odcinek ten był dawniej żeglowny (w 1944/45 rejsy statków Elbląg – Żukowo – Dzierzgonka, wcześniej nawet do Starego Dolna i Bągartu). W latach 50. i 60. statki spacerowe białej floty z Elbląga docierały do miejscowości Brudzędy Wielkie (poniżej Starego Dolna).